# Studebaker Commander

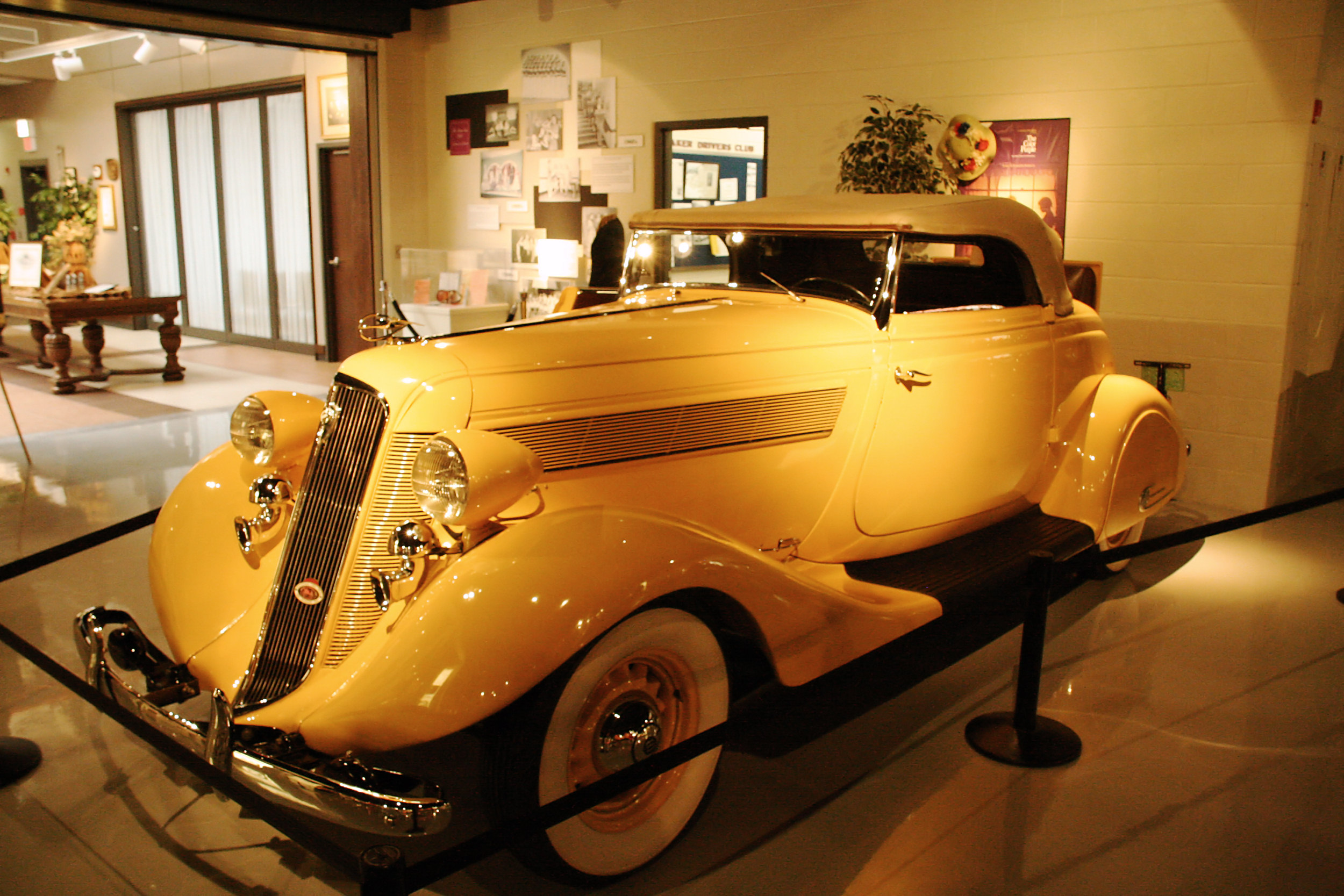
1935 Commander roadster.

Studebaker Commander är en bilmodell tillverkad av Studebaker Corporation i South Bend, Indiana, USA och av Studebaker of Canada Ltd. i Hamilton, Ontario, Kanada.  Studebaker började använda modellnamnet Commander under 1920-talet, och använde det ända till konkursen 1966, med undantag av åren 1936 och 1959-63.